# Adolfo Muñoz
Adolfo Alejandro Muñoz Cervantes (Buena Fé, 12 dicembre 1997) è un calciatore ecuadoriano, centrocampista del Macará.

## Caratteristiche tecniche
È un centrocampista offensivo.

## Carriera

### Nazionale
Con la nazionale Under-20 ecuadoriana ha preso parte al campionato sudamericano del 2017.